# Pierre Buraglio
Pierre Buraglio né le 4 mars 1939 à Charenton-le-Pont est un peintre, dessinateur et lithographe français.

## Biographie
Pierre Buraglio est le fils de Robert Buraglio architecte d’origine italienne et de Anne Hélène Weydert, luxembourgeoise. En octobre 1940, son père est fait prisonnier et ne le retrouvera qu’en 1945, cette période marquera l’homme mais aussi l’artiste. Après la Seconde Guerre mondiale, il visite régulièrement les musées, le Louvre avec son père et son parrain, et le Salon d'automne entre autres : 

« […]  Ma famille m’a très tôt donné le goût des musées […]. Ce sont des points de départ. »

Après avoir été élève à Paris au lycée Louis-le-Grand de 1953 à 1958, il entre en 1959 à l'École nationale supérieure des beaux-arts, où il étudie dans les ateliers de Maurice Brianchon et Pierre Eugène Clairin. Il participe pour la première fois au Salon de la Jeune Peinture en 1961 à l’occasion duquel il fait la rencontre de Gilles Aillaud. En mai 1962, dans le cadre du mensuel Clarté, il fait la connaissance de Pierre Soulages, ce qui donne lieu à un entretien et à un texte de Roger Vailland dont le sujet porte sur la peinture abstraite : « Pour ou contre Pierre Soulages, peintre abstrait ? ».
Après un séjour à New York en 1963, il produit ses premiers « Papiers » et « Recouvrements », fragments de papiers et superpositions « […] À l'époque on délaissait les couleurs fines, on se fournissait plutôt chez les droguistes, on utilisait les mêmes matériaux que les Américains James Bishop (en), et Shirley Jaffe ». Il est inspiré par l'école de New York, le Work in progress et la peinture européenne, particulièrement par Bram Van Velde dont il se sent proche de la démarche personnelle, et de son rejet de la forme.
Il fréquente l’atelier de Roger Chastel, peintre de l'École de Paris et professeur aux Beaux-Arts de Paris. Il côtoie ces années-là Vincent Bioulès, Claude Viallat, Michel Parmentier, Joël Kermarrec, Jacques Poli et François Rouan et se rapproche du mouvement Supports/Surfaces naissant.
Il participe à la troisième Biennale de Paris puis au Salon Grands et Jeunes d'aujourd'hui en 1964.

### «Agrafages» et «Camouflages»
Pierre Buraglio fait la rencontre de Jean Fournier[Qui ?] en 1965 qui visite son atelier 7, rue du Cherche-Midi à Paris. Suivront les expositions « Triptyque » avec Daniel Buren, Jean-Michel Meurice, Michel Parmentier, Simon Hantaï, Jean-Paul Riopelle et Antoni Tapiès, puis « Impact » I au musée d'Art moderne de Céret en 1966.
Il commence, cette année-là, sa série « Agrafages » composée de chutes de ses propres tableaux ou de ses proches, découpés en triangles irréguliers assemblés et agrafés. Il expose au Salon de la Jeune Peinture.
En 1968, il participe à « Salle Rouge pour le Vietnam ». Cette exposition initialement conçue pour le Salon de la Jeune Peinture, fut finalement programmée à l'ARC du musée d'Art moderne de la ville de Paris par Pierre Gaudibert en janvier 1969 à la suite des évènements de mai 68.
Cette même année, Pierre Buraglio devient permanent à l'atelier populaire de l'École des beaux-arts de Paris, où de nombreux artistes occupent l’atelier Brianchon et réalisent des affiches anonymes destinées à soutenir les luttes des étudiants et des travailleurs en grève. 87 affiches en sérigraphie seront réalisées de mai-juin dans l’atelier de lithographie des Beaux-Arts de Paris avec l'imprimeur et éditeur Éric Seydoux, avec qui Pierre Buraglio réalisera des sérigraphies jusqu'en 2011. Ainsi, il contribue aux affiches murales et slogans de Mai 68.
Il devient secrétaire de rédaction au Bulletin de la Jeune Peinture et produit ses premiers « Camouflages », dont la structure, empruntée à Mondrian, est composée de tissu de camouflage et de toile blanche montées sur châssis. Il cesse de peindre jusqu'en 1973 et devient receveur sur rotative. Il collabore à la revue Rebelote avec Gilles Aillaud et Eduardo Arroyo. Il rencontre Jean Hélion. À partir de 1974, Pierre Buraglio met en œuvre les « Châssis » et les « Cadres ». Sa première exposition personnelle a lieu à l'ARC 2, sous le commissariat de Catherine Thieck de la galerie de France.

### Enseignement, retour au dessin
À partir de 1976, il devient enseignant à l'école régionale des beaux-arts de Valence et commence les « Fenêtres », série composée de morceaux de cadre de fenêtre récupérés sur des chantiers et d'ajout de verre soufflé ou mécanique de couleur, qu'il poursuivra jusqu'en 1992. Il noue des liens avec Simon Hantaï dès 1977. Une première exposition personnelle a lieu à la galerie Jean Fournier en 1978 avec « Assemblage de Gauloises bleues » et « Assemblage d'enveloppes bleues ouvertes » en situation. Le catalogue de l'exposition sera préfacé par John Berger. 

« Il n'y avait qu'à se baisser pour ramasser cette couleur qui était dans le monde […] c'est-à-dire la rue, la chaussée. »

 Buraglio produit les « Dessins… d'après…, Autour… selon », succession de dessins et de calques pour ne garder que l'essentiel. « Essayant de copier, on voit mieux les choses,. »

Au cours des années 1979-1980, il entreprend la série des « Masquages ». Masquages vides et Masquages pleins, rubans de masquage de peintre maculé de peintre, ou chutes de toile, rebuts de toiles de Simon Hantaï pour plusieurs d'entre eux, collés sur papier calque, ainsi que la série « Caviardage » faite d'agendas personnels biffés et raturés. Il ne cherche pas à dissimuler les traces, il les laisse apparentes : 

« […] J’ai voulu, explique-t-il, que celui qui regarde ce que j'ai fabriqué soit contemporain d'une bagarre, d'une lutte […]. Je vais montrer en quoi je n'ai pas lieu d'être satisfait. »

Il rencontre Dominique Bozo alors directeur du musée national d'Art moderne en 1982 et expose l'année suivante, au centre Georges-Pompidou, dans les galeries contemporaines du musée sous le commissariat d'Alfred Pacquement.
Il réalise ses premiers « Metro della Robbia » en 1985 avec des chutes et des morceaux de tôles émaillées bleues du métro parisien, en référence directe aux grès vernissés de la famille Della Robbia, vus à Florence lors de ses différents séjours. Dans la même logique que les « Fenêtres » et les « Cadres », il récupère puis assemble ces plaques bleues du métropolitain parisien. Sa première exposition au musée de Valence a lieu du 25 juin au 1er septembre 1985. En 1989, il est nommé professeur à l’École nationale supérieure des beaux-arts de Paris.

### Représenter… aujourd'hui
Pierre Buraglio fut longtemps « le peintre sans pinceau », tenant à distance l'acte de peindre. 

« Contrairement à ce que certains pensent », déclare Buraglio, « je n'ai pas retourné ma veste ! : il y a une continuité dans les procédures, continuité ne signifiant pas identité. »

### Distinctions
- 1965 : prix Fénéon
- 2012 : chevalier de la Légion d'honneur[18]

## Expositions

### Sélection des principales expositions
- 1999 : Rétrospective des Dessins d’après…, CAPC, Bordeaux
- 2000 : « Embarquement pour la terre 2000 », Niort[19]
- 2004 : « Avec qui ? À propos de qui ? », musée des Beaux-Arts de Lyon
- 2005 : « Imprimés et Variés », musée Faure, Aix-les-Bains
- 2006 : « Pierre Buraglio… des bleus », musée d'Art de Toulon
- 2008 : « Traces du Sacré », musée national d'Art moderne, Paris
- 2008 : « Carte blanche », espace Jacques-Villeglé, Saint-Gratien
- 2009 : « Buraglio “en planeur” », musée Fabre, Montpellier
- 2009 : « Le Blanc », cabinet d'art graphique, musée national d'Art moderne, Paris
- 2010 : « Pierre Buraglio d'après… autour… selon… », chapelle Saint-Louis des Gobelins, Paris
- 2010 : « L'émotion et la règle », musée des Beaux-Arts de Lyon
- 2011 : « Pierre Buraglio », musée des Beaux-Arts d'Angers
- 2011 : « Le papier à l'œuvre », musée du Louvre, Paris
- 2013 : « Le temps des collections », musée des Beaux-Arts de Rouen
- 2014 : « Pierre Buraglio. Échos de 14/18, son enfance, sa Normandie », musée de Louviers
- 2019 : « Pierre Buraglio. Bas voltage 1960/2019 », musée d'Art moderne et contemporain de Saint-Étienne Métropole
- 2022 : « Buraglio à l’épreuve de Balzac », maison de Balzac, Paris[20]

### Autres expositions
- 1959-1961
  - Salon de la Jeune Peinture, Paris
- 1965
  - Biennale de Paris
- 1979
  - Biennale de São Paulo
- 1980
  - « Kunst 1 dag = Art aujourd’hui », Ordrupgaard, Copenhague
- 1989 
  - Musée des Beaux-Arts de Winterthour
- 1993
  - Biennale international de l’estampe, Séoul
- 1998
  - « Una select dels fons de la Fondation Cartier pour l’art contemporain », Fondacio Joan Miro, Barcelone
- 2000
  - « Papier », Itsutsuji Gallery, Tokyo
  - « Morceaux choisis », Maison d'art contemporain de Chailloux
  - « Les Années Supports/Surfaces dans les collections du musée national d'Art moderne », Tokyo
- 2001
  - Galerie Marwan Hoss, Paris
  - Galerie José Martinez, Lyon
  - Galerie Athanor, Marseille
  - Espace APCIS, Maisons-Alfort
  - « L’imprimé / L’imprimé avant… après », Maison des arts de Malakoff, Scène nationale du Moulin du Roc, Niort
- 2002
  - Musée des beaux-arts, Tours
  - Galerie des Sept Collines, Vienne
  - Centre d’art et de littérature hôtel Beury, L’Échelle
- 2003
  - Galerie Jacques Girard, Toulouse
  - Galerie Hélène Trintignan, Montpellier
  - Galerie Pierre Tal Coat, centre culturel d’Hennebont
  - « Prolongements et Prélèvements », musée Zadkine, Paris
- 2004
  - « Avec qui ? À propos de qui ? », musée des Beaux-Arts de Lyon (catalogue)
  - « Mais encore… », galerie José Martinez, Lyon
  - « Une collection : Les fruits d’un regard », galerie Confluence(s), IUFM, Lyon (catalogue)
  - « Avec les mots, Avec les écrivains », École normale supérieure de Lyon
- 2005
  - « Pierre Buraglio… au reste… », musée des beaux-arts et d'archéologie de Valence, Drôme
  - « Assemblages, Caviardages, dessins et imprimés 1978-2005 », galerie ArteNostrum, Dieulefit, Drôme
  - « Pierre Buraglio, Lithos », Saint-Restitut, Drôme
  - « Assemblages 1987-1988 », galerie Marwan Hoss, Paris
- 2006
  - « Station debout, 1960-2006 », musée des tapisseries, Aix-en-Provence
  - « Pierre Buraglio… avatars 1963–2006 », Bruxelles
  - « Pierre Buraglio / Impressions d’œuvres imprimées », artothèque de Pessac, Gironde
  - « Dessins du FRAC de Picardie », galerie Francis Picabia, lycée Pierre Mendés-France
- 2007
  - « La contredanse », galerie Marwan Hoss, Paris
  - Abbaye de Mondaye, Basse-Normandie
- 2008
  - « Dans le fonds, 1966-1997 », galerie Jean Fournier, Paris
  - « C'est alors que… 1998-2008 », galerie Marwan Hoss, Paris
- 2009
  - « Autour de Pierre Buraglio », villa Tamaris, Toulon
  - « Les compatibles », galerie Thierry Salvador, Bruxelles
- 2010
  - « Avatars 1978-2010 », galerie Bernard Ceysson, Luxembourg
  - « BLOK ZOO HOC », galerie Jean Fournier, Paris
- 2011
  - Pierre Buraglio, Jean Degottex et Claude Viallat : « Le parti-pris de la peinture »
  - « Pierre Buraglio… Suite », Le passage Sainte-Croix, Nantes
  - « Pierre Buraglio : la guerre intime », Les 2 Émile et Rosa, Historial de la Grande Guerre Péronne
- 2012
  - « Pierre Buraglio », déambulatoire de la cathédrale Notre-Dame de Rouen
- 2013
  - « Decorum. Tapis et tapisseries d’artistes », musée d'Art moderne et d'Art contemporain de Nice
  - « Un été pour Matisse », musée Matisse de Nice
- 2014
  - « Avec et sans peinture », musée d'Art contemporain du Val-de-Marne
  - « Pierre Buraglio : Échos de 14/18, son enfance, sa Normandie », musée de Louviers
  - « Supports/Surfaces is alive and well », galerie Cherry and Martin, Los Angeles
- 2015
  - « Un regard sur la collection d'Agnès b. », Lille Métropole Musée d'art moderne, d'art contemporain et d'art brut
  - « SURPLUS » : galerie Bernard Ceysson, Saint-Étienne
  - « 94/66 » : musée d'Art moderne de Collioure
- 2016
  - « Animaux » : œuvres intimes, galerie Bernard Ceysson Avec Gilles Aillaud, Daniel Dezeuze, Rémy Jacquier, Denis Laget, Jean Messagier, Éric Poitevin, Claude Viallat.
  - « Le béa-ba de »... Claude Buraglio, Francis Harburger galerie Béa-ba, Marseille
  - « R-K +H.B », avec Claude Buraglio et invités, maison des arts de Bagneux
  - « Passages vers une abstraction habitée », musée Sainte-Croix des Sables-d'Olonne Membres actifs de Support/Surface ou exposés avec le groupe, Vincent Bioulès.
  - « The Armory show », galerie Bernard Ceysson
  - « Matisse now », galerie Jean Fournier, Paris
  - « Le temps de l'audace et de l’engagement - de leur temps », collections privées françaises, Villeurbanne
  - « 36/36 », les artistes fêtent les congés payés, Assemblée nationale, Paris
  - « 94 Imprimés / Dessins », galerie Catherine Putman, Paris
- 2017
  - « Le Massacre des innocents », salle du Jeu de paume du domaine de Chantilly
- 2018
  - « Images en lutte », Beaux-Arts de Paris
  - « Murs », musée des beaux-arts de Caen
  - « Peinture silencieuse » (exposition collective), galerie Univer, Paris[21]
- 2019
  - « Unfurled : Supports/Surfaces 1966-1976 », organisée par Wallace Whitney, MOCAD, Detroit
  - « Pierre Buraglio », galerie Ceysson & Bénétière, New York
- 2023
  - « Des univers silencieux », centre d'art contemporain de Meymac Pierre Buraglio, Roland Cognet, Aurore Pallet, Julia Scalbert.

## Commandes publiques
- 1986 : intervention à l'école de danse de l'Opéra national de Paris, Nanterre[22]
- 1987 : intervention au Théâtre national de la Colline[23]
- 1987-1989 : maison Suger, fondation Braudel, fondation Maison des sciences de l'homme
- 1991 : commande publique pour la Cité de la Musique[22] (achevée en 1995)
- 1993 : aménagement et décor de la chapelle Saint-Symphorien à l’abbaye de Saint-Germain-des-Prés, Paris
- 2001 : aménagement de l’oratoire de l’hôpital Bretonneau, Paris
- 2002 : commande de la Chalcographie du Louvre, réalisation d'une gravure intitulée Paysage avec Orion aveugle[24]

## Œuvres dans les collections publiques et fondations

### France
- Musée des Beaux-Arts de Lyon : D'après… Francisco de Zurbarán (Saint François), 2002
- Musée d'Art de Toulon
- Musée d'Art et d'Industrie de Saint-Étienne
- Musée de Grenoble
- Musée de Louviers
- Musée Cantini, Marseille
- Musée d'Art moderne de Paris
- Fonds national d'art contemporain, Paris
- Fonds régional d'art contemporain d'Auvergne, Bretagne, Haute-Normandie Languedoc Roussillon, Nord Picardie, Pays de la Loire, Poitou-Charentes, Limousin
- Fondation Cartier pour l'art contemporain, Paris
- Musée de la Poste, Paris
- Musée-Galerie de la Seita, Paris
- Fonds départemental d'art contemporain de la Seine-Saint-Denis
- Hôpital Cochin, Paris
- Musée des Beaux-Arts d'Orléans
- Carré d'art de Nîmes
- Musée Matisse de Nice
- Musée des Arts décoratifs de Paris
- Sèvres - Manufacture et Musée nationaux
- Musée Picasso, Antibes
- Musée des Beaux-Arts de Nantes
- Beaux-Arts de Paris
- Musée Ziem, Martigues
- Centre d'art contemporain, Istres
- Bibliothèque nationale de France, Paris
- Musée d'Art moderne de Céret :
  - Agrafages, 1966, chutes de toiles peintes et agrafées[25]
  - Assemblage de Gauloises bleues, 1978, paquets de cigarettes gauloises bleues[26]
  - Fenêtre, 1983, verre étirée bleu, vert, vitre et bois[27]
- Tapisserie monumentale réalisée par les ateliers des Gobelins, Paris, pour l'ambon de la cathédrale Notre-Dame de Rouen, 2016. Collections du Mobilier national[28]

### Belgique
- Centre de la gravure et de l'image imprimée
- La Louvière

## Publications
- Pierre Buraglio, écrits entre 1962 et 2007, Paris, éditions École nationale supérieure des beaux-arts, 2007

### Ouvrages illustrés
- Héraclite (trad. Yves Battistini), Quelques fragments d'Héraclite, Paris, Michel Chandeigne, avril 1988120 exemplaires.
- Anne Portugal, Fichier, Paris, Michel Chandeigne, 1992
- Sappho (trad. Yves Battistini), Sapphô, tome II, La Cité et les Dieux, Paris, Michel Chandeigne, 1994Édition bilingue.
- Pierre Buraglio, J’ai du bon tabac : notes éparses réunies sur Chardin l’été 1999, Paris, Michel Chandeigne, 2000
- Pierre Buraglio, Le Pêcheur à la ligne : notes éparses sur Nicolas Poussin, Paris, Michel Chandeigne, 2002

### Monographies
- D. Bozo, A. Pacquement, D. Fourcade, J. Daive, G. Aillaud, M. Le Bot, Y. Michaud, Buraglio, Paris, éd. du Centre Georges-Pompidou, MNAM, 1982.
- Pierre Wat, Pierre Buraglio, Paris, La création contemporaine/Flammarion, 2001.
- L’Invention de l’œuvre. Rodin et les Ambassadeurs. D’après… Autour… Selon… Rodin, coédition Actes Sud/musée Rodin.
- Natalie Coural, Dominique Cordellier, Hélène Grollemund, Le Papier à l'œuvre, éd. du musée du Louvre.
- Le Moment Supports/Surfaces, Ceysson Éditions d’art.

### Catalogues (sélection)
- Buraglio 1965-1979, musée de Grenoble (exposition du 16 mai au 30 juillet 1979).
- Pierre Buraglio, galerie Matisse - Institut français, Londres, 1993.
- Buraglio, musées d'Arles, 1989.
- Buraglio d'après, Amiens, fonds régional d'art contemporain de Picardie, 1992.
- Pierre Buraglio, centre d'art de Flaine, 1987.
- Prolongements et prélèvements, musée Zadkine, 2003.
- Avec qui ? À propos de qui ?,  musée des Beaux-Arts de Lyon, 2004.
- En planeur,  musée Fabre, Montpellier, Actes Sud, 2009.
- Pierre Buraglio, musée des beaux-arts d'Angers, 2011.
- La Guerre intime, Historial de la Grande Guerre, château de Péronne, 2012.
- À tenon et mortaise, galerie Jean Fournier, Paris, 2014.
- Échos de 14-18, son enfance – sa Normandie, musée de Louviers, 2014.